# クアルテート・エン・シー
クアルテート・エン・シー(Quarteto em Cy)は、1960年代からボサノヴァおよびMPBのジャンルで活動するブラジルの女性コーラス・グループである。

## 来歴

### 正式デビューまで
バイーア州サルヴァドール市生まれの4姉妹である、シーヴァ(本名：cyva de sa leite 1939年生まれ)シベーリ(cybele 1940年生まれ)シナーラ(cynara 1945年生まれ)シレーニ(cylene 1946年生まれ)の頭文字が｢cy｣の4姉妹により結成される。1950年代の後半から地元で活動をはじめTVなどに出演し始め、1960年頃には、リオデジャネイロ市に進出しヴィニシウス・ヂ・モライス、カルロス・リラらと親交を結ぶ。彼らはグループの名付け親でもある。モライスは彼女たちを評価して熱心に引き立ててやり、「できるなら全員と結婚したいぐらいだ」という迷言を語ったという逸話がある。1963年には、映画｢SOL SOBRE A LAME｣のサントラに参加する。

### 正式デビュー〜第一黄金期
1964年にリオデジャネイロ市のボトルズ・バーで初のショーを開催し、これをもって正式にデビューする。その後、ヴィニシウスとドリヴァル・カイミの「ズンズン」のショーにも参加し、翌年レコード化（エレンコから発売）される。この年に初めての「クアルテート・エン・シー」名義でアルバム「QUARTETO EM CY」をFORMAから発売する。このアルバムには、デオダート、ボサ・トレスなども参加した。これと前後して「A BOSSA NO PARAMOUNT」（RGEから発売）に参加。収録曲はカルロス・リラの「TEM DO ME MIM」の1曲のみだが、貴重なライブ収録になる。
1965年には、2枚目のアルバム「SOM DEFINITIVO」(FORMAから発売）を発売。タンバ・トリオと録音し、エドゥ・ロボ作の「ALELUIA」「ARRASTAO」「ZAMBI」、バーデン・パウエル＝ヴィニシウス作の「APELO0」、アントニオ・カルロス・ジョビン作の｢AGUA DE BEBER｣など収録。アフロ・サンバ色の強いアルバムになる。1966年初めバーデン・パウエル＝ヴィニシウス作の「アフロ・サンバ（OS AFRO SAMBAS）」に参加。この年、シレーニが結婚により引退し、レジーナ・ヴェルネッキと交代し、シコ・ブアルキ作の「ア・バンダ（A BANDA）」を収録した｢QUARTETO EM CY｣（FORMAから発売、上記の同名アルバムとは別の物）を発売する。「cy」の辻褄を合わせるため、アルバム表記ではレジーナにもcyがついて「シレジーナ」にされてしまっていた。
この頃より数回渡米し、｢アンディ・ウィリアムズ・ショー｣出演。ワーナーよりガールズ・フロム・バイーア名義で｢PERDON MY ENGLISH｣を発売する。このアルバムは、ポルトガル語・英語両方の言語を収録したバラエティ色の強いアルバムになる。これと前後して「MARRE DE CY」(エレンコから発売）を発売。シヂネイ・ミレールの作品や、黒人サンバなどレパートリーの幅を広げたアルバムになる。1967年にメンバー内のシナーラとシベーリがクアルテート・エン・シーと平行し「シナーラ・イ・シーベリ（Cynara E Cybele）」を結成。第2回リオ国際音楽祭でシコ・ブアルキ作の「CAROLINA」を歌い3位になる。翌年の第3回ではシコとジョビン作の「サビア（SABIA）」で優勝する。アルバム「Cynara E Cybele」、コンピレーション盤「AS 12 MAIS」「O BRASIL CANTA NO RIO」（全てCBSソニーから発売）などを発表し、クアルテート・エン・シーを退団する。ここまでが第1期黄金時代と呼べる。

### 新生クアルテート・エン・シーへ
1968年には｢EM CY MAIOR｣(ELENCO発売)を発売。セルジオ・ポルト、トッキーニョなどの作品を収録。ボサノヴァと言う括りで本作は語れない作品になる。これを機にELENCOから発表がなくなる。同年、アメリカではボサノヴァブーム真っ只中でワーナーより｢THE EXCITING NEW SOUND｣を発売する。この後、シンシア、シミラミスを代役にラスベガスなどで活動。1972年にシーヴァが帰国し、シナーラにドリーニャ・タパジョスとソーニアが加わり、新生クアルテート・エン・シーが誕生。オデオンと契約し「QUARTETO EM CY」（オデオンから発売）（※上記同タイトルとは別のもの）を1枚発売、さらにシングル盤を製作した。このあとにフィリップス・レコードと契約を結ぶ。
ここからが第2期黄金時代と呼べる。1974年には盟友ヴィニシウス、トッキーニョら等とのライブなどの活動を行うようになる。
1975年に「ANTOLOGIA DO SAMBA CANÇÃO VOL.1」、翌1976年には、同VOL.2（共にフィリップスから発売）に参加。サンバ・カンサォントリビュートアルバムで再評価に繋がる重要な盤である。
それ以降は、「RESISTINDO」（1976年のライブ盤）、「QUERELAS DO BRASIL」、（1978年発売のアルバム）、「COBRA DE VIDRO」（1978年、MPB4とのショー）、「EM 1000 KILOHELTZ」（1979年のショー）、「FLICTS」(1980年、絵本作家ジラウド作品の音楽化作品。セルジオ・リカルドと共演）、「INTERPRETA GONZAGUINHA CAETANO IVAN MILTION」（1980年オムニバス盤）などがある。このころ、メンバーのドリーニャが白血病で亡くなってしまう不幸が起きる。しかしシベーリを呼び戻し活動を再開する。それ以降も精力的にリリースを重ね、2006年時点でも活動を継続している。